# Protanita fusiformis
Protanita fusiformis är en insektsart som först beskrevs av Sjöstedt 1929.  Protanita fusiformis ingår i släktet Protanita och familjen Pyrgomorphidae. Inga underarter finns listade i Catalogue of Life.